# Сельское поселение Пензено
Сельское поселение Пензено — муниципальное образование в Большечерниговском районе Самарской области.
Административный центр — посёлок Пензено.

## Административное устройство
В состав сельского поселения Пензено входят:
- посёлок Пензено,
- село Новый Камелик.